# United States Professional Tennis Association
L'United States Professional Tennis Association (USPTA) est une organisation qui offre des certifications professionnelles aux professeurs de tennis et aux entraîneurs de tennis professionnels.
Fondée en 1927 et basée près d'Orlando, l'organisation compte environ 14 000 membres aux États-Unis.